# Bentyra striata
Bentyra striata là một loài tò vò trong họ Ichneumonidae.